# Проспект Вахитова
Проспект Вахитова (тат. Вахитов проспекты) — одна из важнейших поперечных магистралей Нового города в Набережных Челнах. Является границей Автозаводского и Центрального районов города. Назван в честь татарского революционера и общественно-политического деятеля Мулланура Вахитова. Важная часть делового и торгового центра города.

## История
Строительство проспекта Вахитова велось одновременно со строительством жилых массивов Нового города — в 1970-х годах. В 1990-х и 2010-х годах по проспекту проложены одни из немногих новых в постсоветской России участков трамвайных линий.

## Расположение и благоустройство
Проспект расположен в Новом городе вдалеке от крупных промышленных предприятий. Проспект берёт своё начало от пересечения с проспектом Чулман и заканчивается пересечением с улицей Вахитовское Кольцо. Протяжённость проспекта составляет 3,5 км. Ширина проезжей части — от двух до трёх полос в каждую сторону. На проспекте в центральной части имеются подземные переходы.
Часть прилегающей к проспекту территории оборудована тротуарами, выложенными брусчаткой. На мосту над проспектом у его пересечения с проспектом Сююмбике устроена автостоянка для соседнего нового микрорайона "Sunrise City", а также планируется стеклянная галерея. Также на проспекте планируется сооружение культурно-развлекательных учреждений и еще одного моста.

## Объекты, расположенные на проспекте

### Ледовый дворец спорта
Первый в городе, крытый Ледовый дворец был открыт на проспекте в 2005 году и представляет собой многофункциональное сооружение — помимо основного хоккейного корта, в нём имеются также хореографический, акробатический и тренажёрный залы и оздоровительно-восстановительный центр. Является домашней ареной хоккейного клуба «Челны».

### Прочие
- Филиал Казанского федерального университета
- Городская больница № 5
- Несколько крупных торговых центров[3]

## Общественный транспорт
Общественный транспорт на проспекте Вахитова представлен трамваями, автобусами и маршрутными такси. На проспекте существует двухуровневое трамвайное пересечение с Московским проспектом.

## Галерея

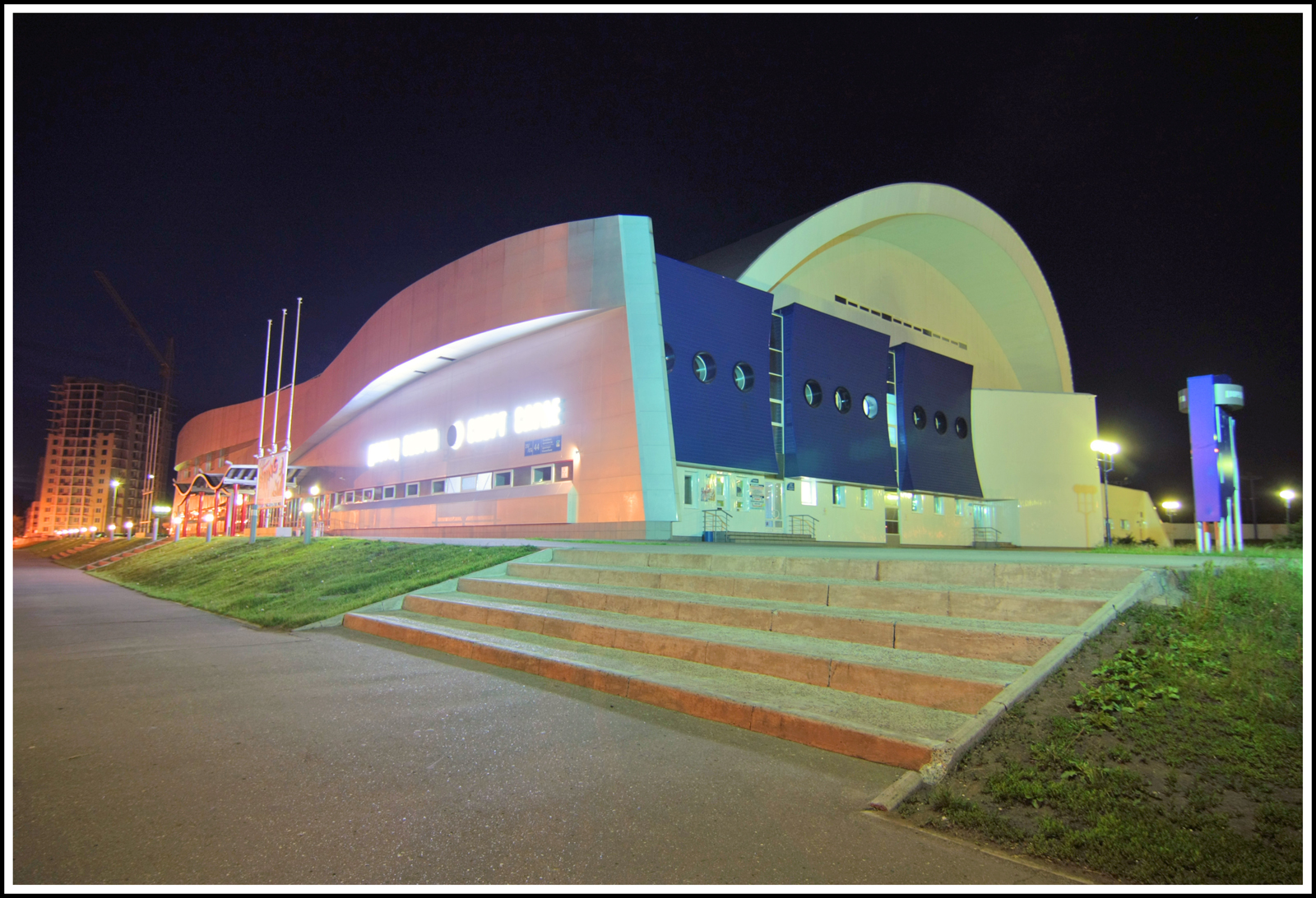
Ледовый дворец спорта
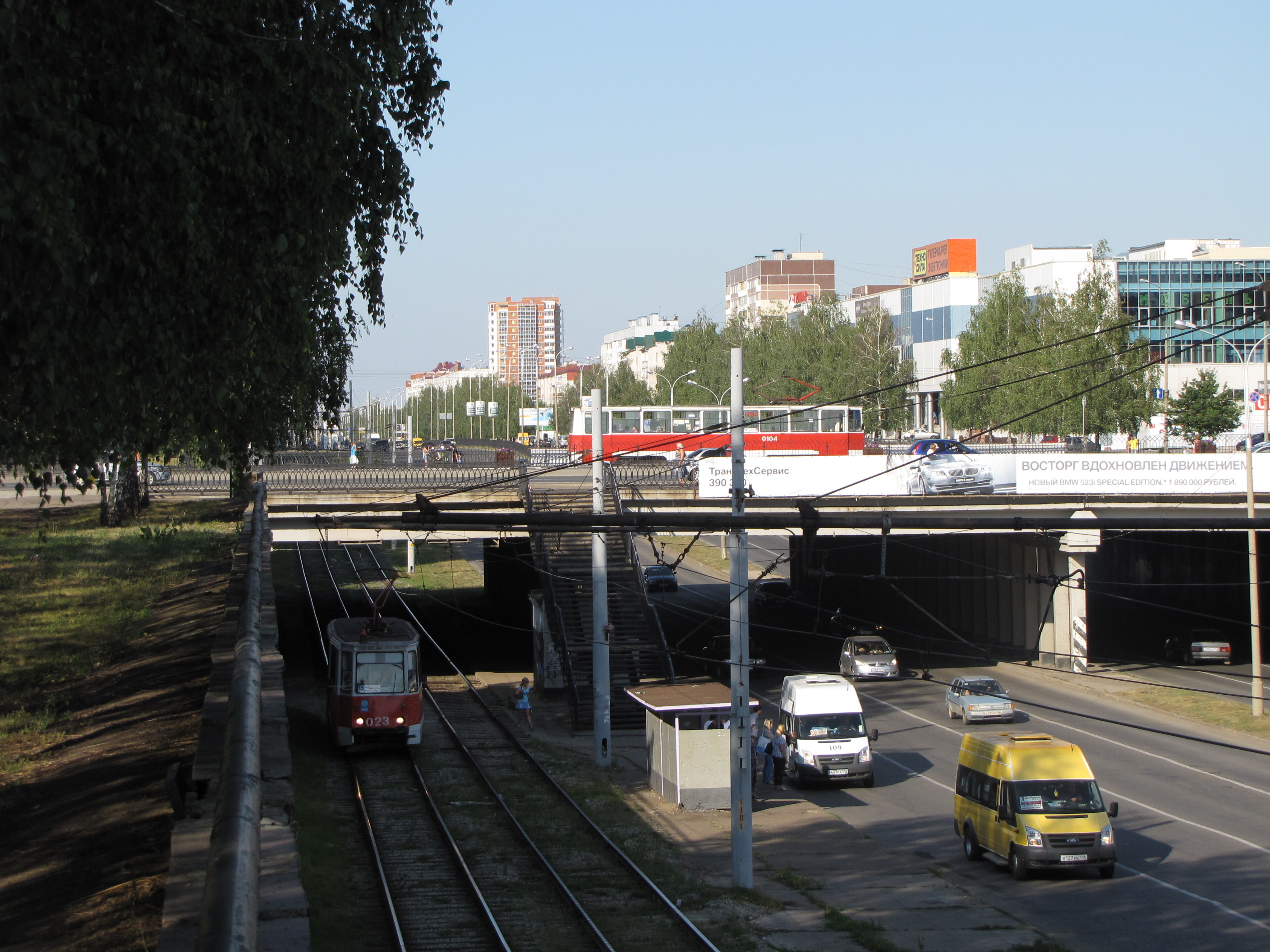
Двухуровневое пересечение с Московским проспектом (снизу)
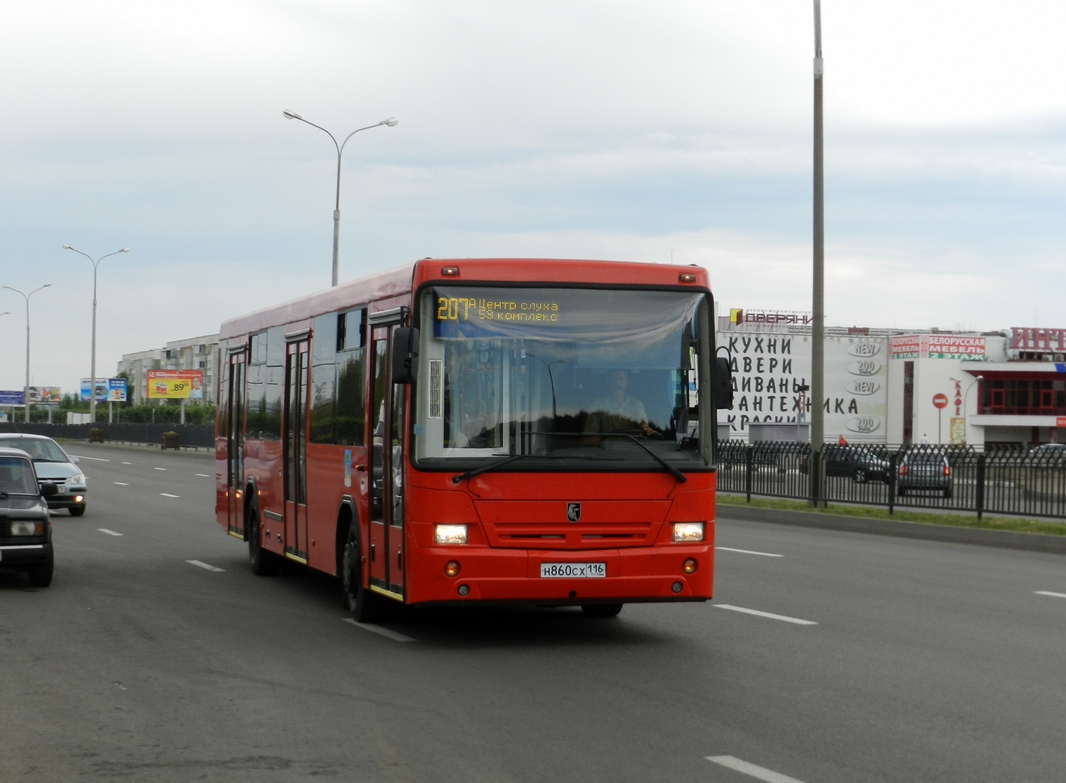
Городской автобус на проспекте